# Deadfall
Deadfall es una novela original de Gary Russell de la arqueóloga ficticia Bernice Summerfield (ISBN 0-426-20513-8). New Adventures fue un derivado de la serie de televisión británica de ciencia ficción Doctor Who.
Deadfall fue la primera de las New Adventures posteriores a Doctor Who que no se centró en Bernice Summerfield. En cambio, los personajes principales son Jason Kane (el exmarido de Benny) y Chris Cwej, ambos introducidos previamente en Doctor Who New Adventures, y Emile Mars-Smith, previamente presentado en una nueva aventura posterior a Doctor Who, Beyond the Sun. Los Caballeros de Jeneve, una organización introducida en la post-Doctor Who New Adventure Dragons 'Wrath pero relacionada con la organización UNIT de Doctor Who, también aparecen.
Los elementos de la trama se reutilizaron de la obra de Russell del mismo nombre en la serie de fan fiction Audio Visuals (escrita bajo el seudónimo de Warren Martyn).